# اندری بلوفستوف
اندری بلوفستوف (انگلیسی: Andrey Belofastov؛ زادهٔ ۲ october ۱۹۶۹ (۵۵ سال)) ورزشکار واترپلو اهل اتحاد جماهیر شوروی سوسیالیستی است.
وی در مسابقات کشوری و بین‌المللی در مجموع برندهٔ ۱ مدال برنز شده‌است.